# Орден Нила
Орден Нила (араб. قلادة النيل العظمى‎) — высшая государственная награда Египта.

## История
Орден был учреждён в 1915 году султаном Хусейном Камилем как высшая государственная награда за военные и гражданские заслуги перед Египтом.
В 1952 году, после революции, свергшей монархию, орден был сохранён в новой наградной системе. Изменения в статут ордена вносились дважды: законом от 18 июня 1965 года за № 528 и в 1972 году, законом за № 12.

## Статутордена
Орден вручался за военные и гражданские заслуги перед Египтом гражданам Египта и иностранцам.
Президент Египта по должности становится кавалером ордена Нила на Большой цепи.

## Степени
Орден имеет шесть степеней:
- Большая цепь ордена.
- Знак ордена на большой ленте.
- Гранд-офицер
- Командор
- Офицер
- Кавалер

В настоящее время, хотя в ордене и заявлено шесть степеней, на практике награждение производится только высшей степенью, зарезервированной для глав иностранных государств.

## Инсигнии
Внешний вид ордена несколько раз претерпевал значительные изменения.
Первоначально (до 1953 года), знак ордена представлял собой перевёрнутую пятиконечную звезду белой эмали, наложенную на серебряную позолоченную десятиконечную звезду, формируемую разновеликими пучками. В центре звезды золотой медальон с арабской надписью синей эмалью, в переводе на русский: «Процветание приходит из Египта. Нил — источник этого процветания и счастья». Знак, при помощи переходного звена в виде египетской королевской короны, подвешен к орденской ленте.
Звезда ордена степеней Большой ленты и Гранд-офицера аналогична знаку ордена, за исключением того, что между верхних лучей эмалевой звезды помещена египетская королевская корона.
Лента ордена синяя, с жёлтыми полосками по краям.
После революции 1953 года орден Нила был сохранён в орденской системе республиканского Египта. Однако внешний вид инсигний претерпел изменения.
Знак ордена и его звезда были аналогичными.
Знак ордена представлял собой правильный пятиугольник, формируемый разновеликими пучками. В центре большой медальон синей эмали с каймой такой же эмали, декорированной узором в виде цветков лотоса. В медальоне стилизованное изображение рождения реки Нил.
Знак ордена при помощи декоративного звена крепится к орденской чрезплечной ленте.
В настоящее время орден вручается в единственной степени на орденской цепи. Знак ордена опять претерпел изменения и представляет собой золотой медальон зелёной эмали, в который вписан трапециевидный золотой центр со стилизованным изображением рождения реки Нил, взятым с древнеегипетских настенных росписей. Зелёная эмаль медальона расписана стилизованными золотыми волнами. По окружности медальон украшен орнаментом из цветков лотоса, перемежаемых восемью рубинами; сверху и снизу по одной бирюзе.
Цепь ордена состоит из прямоугольных звеньев, покрытых цветной эмалью с мотивами древнеегипетских мифов, связанных с Нилом, соединённых между собой золотыми цепочками со звеном в виде цветка, украшенного одной бирюзой и пятью рубинами.

## Фотографии
- Цепь ордена Нила
- Знак ордена Нила
- Звенья цепи ордена Нила
- Знак ордена Нила 4 класса
- Звезда ордена Нила 1 класса

## Список награждённых
Высшей степенью ордена — «Ожерелье Нила» — награждены:
- Главы государств:
  - Елизавета II — королева Великобритании
  - Маргрете II — королева Дании
  - Акихито — император Японии
  - Хайле Селассие I — император Эфиопии
  - Идрис I — король Ливии
  - Антонин Новотный — президент Чехословакии
  - Иосип Броз Тито — президент Югославии
  - Мухаммед Сухарто — президент Индонезии
  - Нельсон Мандела — президент ЮАР
  - Никита Сергеевич Хрущёв — первый секретарь ЦК КПСС
  - Вальтер Ульбрихт — первый секретарь ГДР.
  - Нурсултан Назарбаев — президент Казахстана
  - Салман ибн Абдул-Азиз Аль Сауд — король Саудовской Аравии
  - Ас-Сиси, Абдул-Фаттах Халил — президент Арабской Республики Египет
  - Иса ибн Салман Аль Халифа — эмир Бахрейна
- Военные:
  - Тантави, Мухаммед Хусейн — Председатель Высшего совета Вооружённых сил Египта, Министр обороны и военной промышленности Арабской Республики Египет
- Космонавты:
  - Гагарин, Юрий Алексеевич
  - Николаев, Андриян Григорьевич
  - Севастьянов, Виталий Иванович
  - Терешкова, Валентина Владимировна